# Moesz Gusztáv
Levkóczi és késmárki Moesz Gusztáv, teljes nevén Moesz Lajos Richárd Gusztáv (Körmöcbánya, 1873. október 21. – Budapest, 1946. december 8.) botanikus, mikológus, muzeológus. A magyar mikológia (gombatan) egyik legkiválóbb művelője volt, munkásságának köszönhető a magyarországi mikro- és makrogombáinak átfogó ismerete. 1945-től a Magyar Tudományos Akadémia levelező tagja volt.

## Élete
Moesz Rudolf és Vogel Sarolta fiaként született. Alapfokú iskoláit Aranyosmaróton végezte, majd négy éven át a selmecbányai evangélikus líceum tanulója volt, ahol a botanikus és entomológus Cserey Adolf is tanárai közé tartozott. Később a körmöcbányai reáliskola tanulója lett. Felsőfokú tanulmányait a Budapesti Tudományegyetemen végezte (rövid műegyetemi kitérővel), ahol 1895-től 1899-ig Krenner József mellett az ásvány- és kőzettani tanszék tanársegédje volt. Tanári oklevelét 1897-ben szerezte meg, majd 1899-től a brassói főreáliskolában tanított természetrajzot. 1906-ban a Magyar Nemzeti Múzeum növénytárához került munkatársként, 1911-től igazgatóőrként. 1907-ben a budapesti egyetemen megszerezte doktori oklevelét. A növénytár vezetője, Filarszky Nándor a gombagyűjteményt bízta a fiatal Moeszre, aki sokat dolgozott annak fejlesztésén és rendszerezésén. 1915-ben a mikológia egyetemi magántanára lett, az 1919. évi Tanácsköztársaság során pedig a budapesti egyetem Növényrendszertani Intézetének vezetőjévé nevezték ki az onnan elmozdított Tuzson János helyére. A Tanácsköztársaság bukását követően magántanári címét megvonták, de mintegy kárpótlásul 1920-ban a Királyi Magyar Természettudományi Társulat Növénytani Szakosztályának elnökévé választották. 1929-ben a Magyar Nemzeti Múzeum növénytárának igazgatója lett, és ezt a tisztséget töltötte be 1934. évi nyugdíjba vonulásáig. A tudományos gyűjtő- és rendszerező munkát idős korában sem hanyagolta el. A második világháború végórájában nagy veszteség érte Moeszt és a magyar botanikát: a bombázások során könyvtárával és feljegyzéseivel együtt elpusztult a lakása, valamint az áldozatos munkájával bővített növénytári gombagyűjtemény is. Egyetemi tanári címét csak a második világháborút követően, 1945-ben kapta vissza. Ekkor – élete alkonyán – léphetett csak az akadémikusok sorába is. Gyomorrákban hunyt el. Felesége Grabocsay Ilona Katalin Adolfin volt.

## Munkássága
Tudományos pályája elején főként ásványtannal és kristálytannal foglalkozott, majd a Brassón töltött években fordult érdeklődése az alsóbbrendű mikroszkopikus növények és a hidrobiológia felé. Az 1900-as években – már a növénytár munkatársaként – figyelmét kizárólag a gombáknak szentelte. Pályája során mintegy 160 gombafajt és két virágos növényt írt le. Életműve úttörő jelentőségű a mikrogombák kutatása terén, behatóan foglalkozott a gombák okozta növénybetegségekkel is (fagomba, gubacs, üszöggombák stb.), amivel nemzetközi hírnevet szerzett magának. Gombarendszertani eredményeit az 1925–1941 között négy kötetben megjelenő, Fungi Hungariae című összefoglalásban adta közre. A Botanikai Közlemények melléklapjaként szerkesztésében jelent meg 1913–1938 között a Mykológiai Közlemények. Közleményeit rendszerint saját maga illusztrálta már az 1900-as évek elejétől fogva. A magasabb rendű növények vizsgálatával sem hagyott fel, ismertek florisztikai és növényföldrajzi tanulmányai is. Az 1910-es években Erdélyben, Bars vármegyében, a Száva mentén és Lengyelországban is botanizált, és rámutatott, hogy a Kárpátok déli előhegyein számos pannóniai xeroterm (posztglaciális melegkedvelő) növény északi elterjedési határa egybeesik a szőlőkultúra északi kiterjedésével. Moesz bekapcsolódott a magyar antibiotikumkutatásba is.
Tudományos eredményei elismeréseként 1945-ben a Magyar Tudományos Akadémia levelező tagjává választotta.
Tiszteletére neveztek el két gombanemzetséget, valamint több növény- és állatfajt (Moesziomyces bullatus, Eriophyes moeszi stb.).

## Főbb művei
- Brassó állóvizeinek mikroszkopikus növényzete, Brassó, 1902.
- Adatok az Aldrovanda vesiculosa L. ismeretéhez, Budapest, 1907.
- Néhány bevándorolt és behurcolt növényünk, Budapest, 1909.
- A rétyi Nyír növényzete, Budapest, 1910.
- Adatok Bars vármegye flórájához, Budapest, 1911.
- Magyarország gombaflórája – Fungi Hungariae I–IV., Budapest, 1925–1941.
- A házigomba és az épületek elgombásodása, Budapest, 1934.
- Magyarország gubacsai, Budapest, 1938.
- A Kiskunság és a Jászság szikes területeinek növényzete, Debrecen, 1940.
- Telepes növények, Budapest, 1941.
- Budapest és környékének gombái, Budapest, 1942.
- A gombák, Budapest, 1943.
- A Kárpát-medence üszöggombái, Budapest, 1950. [a Szerző 1946-os halálát követően (posztumusz) sajtó alá rendszte: Ubrizsy Gábor]